# Comté d'Escambia (Alabama)
Pour les articles homonymes, voir Comté d'Escambia.
Le comté d'Escambia est un comté des États-Unis, situé dans l'État de l'Alabama.

## Géographie

### Comtés limitrophes
| Comté de Monroe  | Comté de Conecuh                                       | Comté de Covington         |
| Comté de Baldwin | Comté d'Escambia                                       | Comté de Covington         |
| Comté de Baldwin | Comté d'Escambia (Floride), et de Santa Rosa (Floride) | Comté d'Okaloosa (Floride) |

## Démographie
| 1870  | 1880  | 1890  | 1900   | 1910   | 1920   |
| ----- | ----- | ----- | ------ | ------ | ------ |
| 4 041 | 5 719 | 8 666 | 11 320 | 18 889 | 22 464 |

| 1930   | 1940   | 1950   | 1960   | 1970   | 1980   |
| ------ | ------ | ------ | ------ | ------ | ------ |
| 27 963 | 30 671 | 31 443 | 33 511 | 34 912 | 38 440 |

| 1990   | 2000   | 2010   | - | - | - |
| ------ | ------ | ------ | - | - | - |
| 35 518 | 38 440 | 38 319 | - | - | - |